# Jon Seda
Jonathan "Jon" Seda (Manhattan (New York), 14 oktober 1970) is een Amerikaans acteur van Puerto Ricaanse afkomst. Hij vertolkte een van de drie hoofdrollen in de HBO-miniserie The Pacific en heeft ook een rol in de HBO-serie Treme.

## Biografie
Seda was een amateurbokser die in 1992 deelnam aan een auditie voor en een rol kreeg in de film Gladiator. Daarna volgden onder meer 12 Monkeys in 1995 en Primal Fear in 1996. Voor zijn vertolking in 1996 in The Sunchaser met Woody Harrelson als zijn tegenspeler, werd hij genomineerd als beste acteur in het Filmfestival van Cannes. Zijn doorbraak volgde in 1997 toen hij de echtgenoot van Selena (vertolkt door Jennifer Lopez) speelde in de film Selena.
Zijn eerste televisieserie was een rol in 1997 in Homicide: Life on the Street, maar hij vertolkte ook de rol van Dino Ortolani in de allereerste aflevering van Oz, Matty Caffey in Third Watch en rollen in Law & Order, House, The Closer en  Miami. In de HBO-serie The Pacific van Tom Hanks en Steven Spielberg vertolkte hij de rol van de legendarische marinier John Basilone. Hij heeft eveneens een rol in het tweede seizoen van de op New Orleans en de orkaan Katrina gebaseerde serie Treme. Tegenwoordig is hij vooral bekend van zijn rol als rechercheur Antonio Dawson in de televisieseries Chicago P.D. en Chicago Fire. 
Seda is gehuwd, heeft drie kinderen en woont in Los Angeles. Met zijn stichting steunt hij onderzoek naar oorzaken en behandeling van posttraumatische dystrofie sinds zijn zus aan deze aandoening bleek te lijden.

## Filmografie

### Films
Selectie: 
- 2012 Bullet to the Head - als Louis Blanchard
- 2011 Larry Crowne - als agent Diamond
- 2003 Bad Boys II - als Roberto
- 1997 Selena - als Chris Pérez
- 1996 The Sunchaser - als Brandon 'Blue' Monroe
- 1996 Primal Fear - als Alex
- 1995 12 Monkeys - als Jose
- 1995 Boys on the Side - als Pete
- 1994 I Like It Like That - als Chino Linares
- 1993 Carlito's Way - als Dominicaanse

### Televisieseries
Uitgezonderd eenmalige gastoptredens. 
- 2014-2018 Chicago P.D. - als rechercheur Antonio Dawson - 86+ afl.
- 2012-2018 Chicago Fire - als rechercheur Antonio Dawson - 42+ afl.
- 2017 Chicago Justice - als rechercheur Antonio Dawson - 13 afl.
- 2011-2013 Treme - als Nelson Hidalgo - 26 afl.
- 2010 The Pacific - als John Basilone - 10 afl.
- 2006-2007 Close to Home - als Ray Blackwell - 20 afl.
- 2006 Ghost Whisperer - als John Gregory - 2 afl.
- 2004-2005 Kevin Hill - als Damian 'Dame' Ruiz - 22 afl.
- 1997-2003 Oz - als Dino Ortolani - 3 afl.
- 2001-2002 UC: Undercover - als Jake Shaw - 13 afl.
- 1999-2000 Third Watch - als Matty Caffey - 7 afl.
- 1997-1999 Homicide: Life on the Street - als Paul Falsone - 46 afl.

- Bibsys: 10077224
- Biblioteca Nacional de España: XX1169154
- Bibliothèque nationale de France: cb14225868h (data)
- Gemeinsame Normdatei: 143010166
- International Standard Name Identifier: 0000 0001 2277 6414
- Library of Congress Control Number: no00067098
- Nationale Bibliotheek van Tsjechië: xx0135888
- Nationale Bibliotheek van Israël: 987007340513805171
- Nederlandse Thesaurus van Auteursnamen: 391599143
- Système universitaire de documentation: 148434142
- Virtual International Authority File: 26611522
- WorldCat: E39PBJjhD3WqDk8G8vMTb87yh3